# 2 Hearts (chanson de Kylie Minogue)
Pour les articles homonymes, voir 2 Hearts.
Singles de Kylie Minogue
Giving You Up
(2005) Wow
(2008)
Pistes de X
Like a Drug
2 Hearts est une chanson Pop–Rock de la chanteuse australienne Kylie Minogue. C'est une reprise du titre à l'origine interprété par le groupe de musique électronique Kish Mauve (en), qui a également produit la version de Kylie Minogue. C'est le premier single extrait du dixième album de Kylie, X, et il fut commercialisé le 12 novembre 2007. Ce titre est donc le premier single physique à sortir depuis l'annonce de son cancer du sein en mai 2005.

## Accueil de la critique
2 Hearts a reçu un fait l'objet d'un plutôt bon accueil de la part du tabloid britannique, The Sun. La journaliste Victoria Newton qualifie la chanson de "numéro un assuré", écrivant même "il est sur un pied d'égalité avec Can't Get You Out of My Head". Quant aux fans, les avis sont plutôt partagés, certains jugeant le titre trop expérimental, alors que les autres applaudissent la capacité à se réinventer dans un style musical nouveau.

## Clip vidéo
Le clip a été réalisé par Dawn Shadforth et tourné dans les studios Shepperton à Londres. On y voit Kylie vêtue d'un catsuit en latex noir, au rouge à lèvres intense et à la chevelure blonde bouclée, chanter avec son groupe, comme le faisait Marilyn Monroe dans Certains l'aiment chaud. La vidéo s'ouvre sur une Kylie chantant dans un micro en forme de tête de mort incrustée de diamants, perchée sur un piano, et se conclut par une nuée de confettis multicolores qui tombent sur elle est son groupe.
Elle trouva l'idée de ce clip dans une boîte de nuit londonienne, le BoomBox, où elle s'était produite en tant que DJette lors de la Fashion week de Londres. La tenue qu'elle porte, ainsi que celles de ses musiciens ont été dessinés par Gareth Pugh et Christopher Kane. La première diffusion du clip se fit sur GMTV le 10 octobre 2007.
Le clip

## Performance dans les charts
2 Hearts commença officiellement sa diffusion sur les radios britanniques le 10 octobre 2007. Il se classa #2 des diffusions radios dans la foulée. Le 11 novembre 2007, le titre commença sa carrière dans les charts anglais à la 12e position, rien que par les téléchargements. En Irlande, il se classa en première semaine à la 29e place des ventes, toujours une semaine avant sa sortie physique. Il fut également plutôt bien accueilli par les radios irlandaises puisqu'il se classa #7 des diffusions.
La chanson s'est classé directement #1 en Australie le 19 novembre 2007 en s'écoulant à 6.149 copies. Il devient donc le dixième single à se classer numéro un en Australie pour Kylie, lui permettant d'acquérir le titre d'artiste féminine qui a accumulé le plus de #1 dans ce pays, conjointement à Madonna.
| Pays                    | Meilleure position |
| ----------------------- | ------------------ |
| Australie               | 1                  |
| Autriche                | 18                 |
| Canada                  | -                  |
| République Tchèque      | 17                 |
| Danemark                | 17                 |
| Europe                  | 3                  |
| France                  | 15                 |
| France (Téléchargement) | 4                  |
| Irlande                 | 12                 |
| Italie                  | 2                  |
| Israël                  | 1                  |
| Nouvelle-Zélande        | 34                 |
| Norvège                 | 6                  |
| Roumanie                | 34                 |
| Espagne                 | 1                  |
| Suède                   | 3                  |
| Suisse                  | 20                 |
| Royaume-Uni             | 4                  |
| Monde                   | 9                  |

## Formats et liste des pistes
| Single digital (4 novembre 2007) 1. "2 Hearts" CD 1, Royaume-Uni (CDR6751; 12 novembre 2007) 1. "2 Hearts" 2. "I Don't Know What It Is" CD 2, Royaume-Uni (CDRS6751; 12 novembre 2007) 1. "2 Hearts" 2. "2 Hearts" (Alan Braxe Remix) 3. "King or Queen" 4. "2 Hearts" (Vidéo) 12" Picture disc, Royaume-Uni (12R6751; 12 novembre 2007) 1. "2 Hearts" 2. "2 Hearts" (Alan Braxe Remix) 3. "2 Hearts" (Studio Remix) Single, Australie (5144245992; 10 novembre 2007) 1. "2 Hearts" 2. "2 Hearts" (Alan Braxe Remix) 3. "King or Queen" 4. "I Don't Know What It Is" 5. "2 Hearts" (Vidéo) | Single digital MSN #1, Royaume-Uni (4 novembre 2007) 1. "2 Hearts" 2. "I Don't Know What It Is" 3. "2 Hearts" (Harris and Masterson Extended Mix) Single digital MSN #2, Royaume-Uni (4 novembre 2007) 1. "2 Hearts" (Alan Braxe Remix) 2. "King or Queen" 3. "2 Hearts" (Version by Studio) Single promotionnel #1, Royaume-Uni (HEARTS001) 1. "2 Hearts" Single promotionnel #2, Royaume-Uni 1. "2 Hearts" (Alan Braxe Remix) 2. "2 Hearts" (Alan Braxe Dub) 3. "2 Hearts" (Studio Version) 4. "2 Hearts" (Mark Brown Pacha Ibiza Upper Terrace Remix) 5. "2 Hearts" (A cappella) 12" Vinyl promotionnel, Royaume-Uni (HEARTS2) 1. "2 Hearts" (Alan Braxe Remix) 2. "2 Hearts" (Mark Brown Pacha Ibiza Upper Terrace Remix) 3. "2 Hearts" (Kish Mauve Remix) 4. "2 Hearts" (Studio Version) 5. "2 Hearts" (Paul Harris Extended Mix) |